# Chwantschkara
Chwantschkara (georgisch ხვანჭკარა) – auch Khvanchkara geschrieben – ist ein lieblicher Rotwein, der aus dem nördlichen Georgien stammt. Seinen Namen hat er von dem Anbaugebiet um das Dorf Chwantschkara, das in der historischen Provinz Ratscha, heute Teil der Region Ratscha-Letschchumi und Niederswanetien, liegt. Ein Wein darf nur dann den Namen "Chwantschkara" tragen, wenn er aus diesem Anbaugebiet stammt. Er ist aus historischen Gründen vor allem in den Nachfolgestaaten der Sowjetunion beliebt.

## Herstellung
Chwantschkara wird aus einem Verschnitt der Rebsorten Alexandruli und Mudschuretuli hergestellt. Im Gegensatz zu vielen anderen georgischen Weinen wird dabei der Ausbau im Stahltank angewendet und nicht die traditionelle Quevrimethode.

## Geschmack
Der Chwantschkara besitzt ein starkes Bouquet, das an Erdbeeren erinnert und einen für liebliche Weine typischen sanften Geschmack.

## Geschichte
1907 wurde Chwantschkara zum ersten Mal hergestellt. Besonders während der Sowjetära erlangte der Wein eine steigende Popularität, vor allem weil der Diktator Josef Stalin die beiden georgischen Weine Chwantschkara und Kindzmarauli zu seinen Lieblingsweinen erklärte. In neuerer Zeit wird dies insbesondere von georgischen Weinexporteuren als ein Marketingproblem erachtet, da in westlichen Produktbeschreibungen des Weines sehr häufig auf den Weingeschmack des Diktators verwiesen wird. Mit den Versuchen, die georgischen Weine in der öffentlichen Wahrnehmung mit südlicher Lebensfreude und kaukasischer Gastfreundschaft zu verbinden und auch mit dem heutigen georgischen Selbstverständnis ist diese Verbindung mit dem einstigen Diktator vollkommen inkompatibel.